# Nagy Péter (irodalomtörténész)
Nagy Péter (Budapest, 1920. október 12. – Budapest, 2010. január 20.) magyar irodalomtörténész, kritikus, egyetemi tanár, a Magyar Tudományos Akadémia rendes tagja. A magyar és a francia irodalom történetének kutatója. 1978 és 1979 között a Nemzeti Színház igazgatója.

## Életpályája
1938-ban érettségizett, majd felvették a Pázmány Péter Tudományegyetem (1950-től Eötvös Loránd Tudományegyetem) magyar–francia szakára. Egyetemi évei alatt az Eötvös Kollégium tagja volt. 1942-ben szerzett tanári diplomát. 1943 és 1945 között posztgraduális képzésen vett részt a Genfi Egyetemen.
Genfből hazatérve a Külügyminisztérium munkatársaként kezdett el dolgozni, majd 1950 és 1952 között a Magyar Tudományos Akadémia Titkári Hivatalában, majd rövid ideig az Oktatási Minisztériumban dolgozott. Ezt követően egy évig a Magyar Írószövetség oktatási osztályvezetője, majd 1955-ig a Szépirodalmi Kiadó irodalmi vezetője volt. 1956-ban rövid ideig ismét a Külügyminisztériumban dolgozott.
1957-ben átkerült az MTA Irodalomtörténeti Intézetébe, majd 1963-ban ismét kiadói állást vállalt, a Corvina Könyvkiadó irodalmi vezetője lett. 1966-ban hívták az Eötvös Loránd Tudományegyetem 20. századi magyar irodalomtörténeti tanszékére, ahol egyetemi tanári kinevezést kapott. 1969-től két éven át a párizsi Sorbonne vendégtanára volt. 1971-ben az ELTE világirodalmi tanszékére tért vissza, szintén egyetemi tanári rangban, de immár tanszékvezetőként. Eközben az 1978/79-es évadban a Nemzeti Színház igazgatójaként is tevékenykedett. 1985-ben ismét külügyi pozíciót vállalt, kinevezték párizsi UNESCO-nagykövetté, emiatt lemondott tanszékvezetői pozíciójáról. 1988-ban tért haza. 1990-ben nyugdíjazták az egyetemről és a Petőfi Irodalmi Múzeumban kapott kutatóprofesszori megbízást, innen 1997-ben vonult nyugdíjba.
1953-ban védte meg az irodalomtudományok kandidátusi, 1963-ban akadémiai doktori értekezését. Az MTA Irodalomtudományi, a Modern Filológiai, valamint a Színház- és Filmtudományi Bizottság tagja lett. Közben 1973-ban megválasztották az MTA levelező, 1982-ben rendes tagjává. Emellett a Nemzetközi Filológiai Társaság alelnöke volt. Az Európai Tudományos és Művészeti Akadémia és a Művészeti és Tudományos Világakadémia is felvette tagjai sorába (előbbinek tiszteletbeli elnökévé is választották).
1969 és 1992 között az Irodalomtörténet című tudományos szakfolyóirat főszerkesztője volt, emellett az Acta Litteraria szerkesztőbizottságának tagja, illetve A Kortárs Színház Világenciklopédiája főszerkesztő-helyettese. A Magyar PEN Club alelnökévé is megválasztották.
1951-től 1962-ig a politikai rendőrség „Borisz” fedőnevű titkosügynöke volt. Főként írókról és irodalomárokról jelentett.

## Családja
1966-ban nősült, felesége Zombory Éva volt. 1998-ban megözvegyült. Házasságukból egy leánygyermek született.

## Díjai, elismerései
- József Attila-díj (1953, 1954)
- Palmes Académiques tisztikeresztje

## Főbb publikációi
- A francia klasszikus dráma fogadtatása Magyarországon (1943)
- Móricz Zsigmond (1953)
- Mérlegen (1955)
- Új csapáson (1956)
- Szabó Dezső (1964)
- Rosta (1965)
- Két évad és ami megelőzte (1966)
- Táguló világ (1968)
- Libertinage et Révolution (1976)
- Útjelző (1976)
- Drámai arcélek (1978)
- Vous et nous (1980)
- Olvasó (1980)
- Zsöllyére ítélve (1981)
- Az Argirus-kérdéshez (1982)
- Örömök és haragok (1984)
- Kalandozások (1985)
- Hatvany Lajos (1993)
- Határkő (1996)